# پایگاه هوایی کانسک
پایگاه هوایی کانسک (به انگلیسی: Kansk (air base)) یک فرودگاه نظامی است که یک باند فرود بتن دارد و طول باند آن ۲۵۰۰ متر است. این فرودگاه در شهر کانسک کشور روسیه قرار دارد و در ارتفاع ۳۱۶ متری از سطح دریا واقع شده است.